# Блэк-метал
Блэк-ме́тал (от англ. black metal — «чёрный мета́лл»; норв. svartmetall) или просто блэк — музыкальный стиль, один из экстремальных жанров метала. Общие черты этого направления — быстрый темп: около 180—250 ударов в минуту, вокал — шрайк и скриминг, гитары с сильным дисторшном и реверберацией, использование тремоло, сырые (lo-fi) записи, нестандартные структуры песен и акцент на атмосферу. Артисты часто используют корпспэйнт и берут псевдонимы.
В 1980-х годах несколько трэш- и дэт-метал групп сформировали прототип блэк-метала.
«Первая волна» блэк-метала состояла из таких групп, как Venom, Bathory, Mercyful Fate, Hellhammer и Celtic Frost. 

«Вторая волна» возникла в начале 1990-х годов, её возглавили норвежские группы, такие как Mayhem, Darkthrone, Burzum, Immortal, Emperor, Satyricon и Gorgoroth; во время «второй волны» появилось несколько выдающихся шведских групп, таких как Dissection, Abruptum, Marduk и Nifelheim. 

Ранняя норвежская блэк-метал-сцена развила стиль своих предшественников в отдельный жанр.
Блэк-метал-сцены, вдохновлённые норвежской, возникли по всей Европе и Северной Америке.
Своё наименование стиль получил благодаря альбому Black Metal, выпущенному группой Venom в 1982 году.

## Основные черты

### Звучание и инструменты
Блэк-метал, как правило, характеризуется скоростными гитарными и барабанными партиями. Используются приёмы игры тремоло и бласт-бит. Звучание гитар резкое и «сырое», создающее монотонную абразивную пелену дисторшна. Зачастую вместо квинт используются простые минорные и мажорные аккорды. Вокал — скриминг и его разновидности (шрайк, грим, кроук и др.) — резкий хрипящий крик, или высокий вопль с истеричной интонацией; иногда применяются вставки гроулинга (низкого «рычащего» вокала). Подобное звучание определяется как Raw black metal (от англ. raw — «сырой») и считается классическим. Бас-гитара и клавишные (крайне редко) играют вспомогательную роль в традиционном эталонном блэке, тогда как, например, в симфо-блэке клавишным уделяется большое внимание. Гитарные соло и связки куплет-припев редки для этого жанра.
Инструменты, применяемые для исполнения, те же, что и в хэви-метале, однако иногда могут использоваться и нетрадиционные (для метала) инструменты — например, классические (скрипки, виолончели) или старинные аутентичные (фольклорные).

### Концерты и сценический образ
В отличие от музыкантов других жанров, многие блэк-метал-музыканты не дают концертов. Те же группы, которые всё-таки выступают на сцене, часто используют разнообразный реквизит и театральные приёмы. Во время концертных выступлений и в видеоклипах создаётся мрачная атмосфера, используется агрессивная оккультная символика, демонстрируются грубые надругательства над религиозными образами (чаще всего проявляется антихристианство). На сцену иногда выходят в особых облачениях, стилизованных под одеяния скандинавских воинов, викингов, либо в ритуальных одеждах. Mayhem и Gorgoroth известны в числе других групп своими концертами, во время которых сцена украшена отрубленными головами животных, фальшивыми распятиями, средневековым оружием, а сами музыканты измазаны в крови.

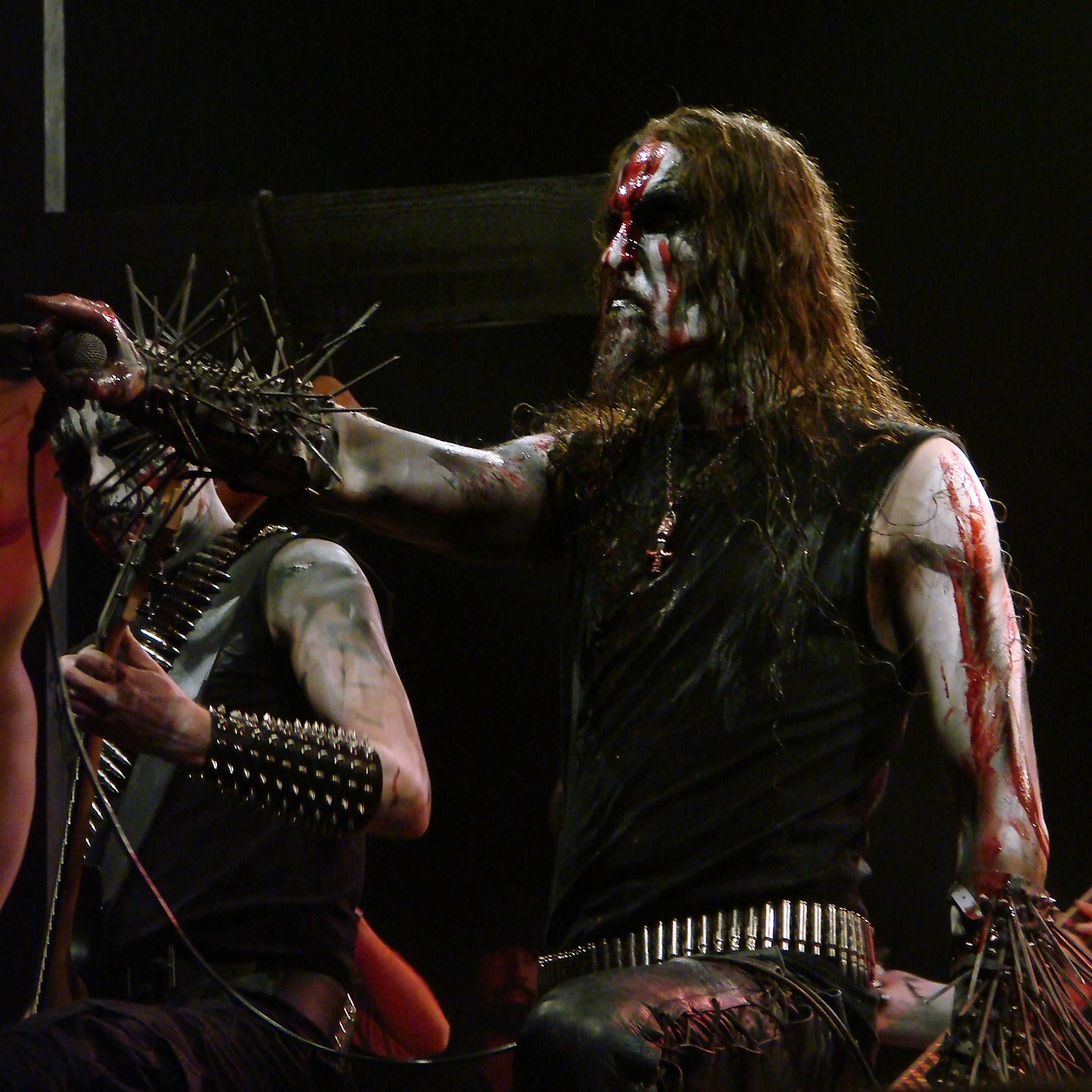
Гаал на концерте 2009 года

Сценический образ блэк-исполнителей играет важную роль. В одежде широко используются атрибутика, свойственная субкультуре металлистов: чёрная кожа, шипы, напульсники, тяжёлая обувь на толстой подошве, берцы. Как и у многих представителей экстремальной метал-сцены, важной составляющей образа являются длинные волосы. Однако блэк преподносит всё это под своим углом зрения, напульсники могут превратиться в утыканные гвоздями наручи, а кожаный пояс — в патронную ленту (патронташ). Чтобы подчеркнуть антихристианскую или антирелигиозную позицию, часто используется сатанинская символика — перевёрнутые кресты и пентаграммы. Однако наиболее запоминающейся чертой является особый чёрно-белый макияж — корпспэйнт, цель которого — придать исполнителю демонический вид или сделать его похожим на труп. Тем не менее, многие блэк-музыканты стараются абстрагироваться от подобных клише (например, группа Emperor в своё время отказалась от корпспэйнта, основываясь на том, что он потерял первоначальное значение). В основном всё вышеперечисленное характерно для музыкантов, исполняющих тру-блэк, в то время как музыканты симфо-блэка и других, более мягких направлений данную атрибутику, как правило, не используют, так как ориентированы на более широкую аудиторию слушателей.

### Оформление альбомов

Альбом группы Venom, названный Black Metal, дал название всему жанру

В начале 1990-х ведущие блэк-метал-музыканты использовали простые чёрно-белые фотографии, рисунки или надписи в оформлении обложек своих записей. Некоторые полагают, что это было своеобразным протестом против групп дэт-метала, которые в то время начали использовать яркое разноцветное оформление альбомов. Некоторые музыканты, в особенности исполняющие тру-блэк, используют такой стиль оформления до сих пор. Альбомы остальных групп обычно имеют атмосферные или провокационные обложки. На одних часто изображается лес, природные или фэнтезийные пейзажи (например, Filosofem Burzum и In the Nightside Eclipse Emperor), различные мифологические персонажи. Довольно часто на обложках можно увидеть работы норвежского художника начала XX века Теодора Киттельсена, особенно из его книги Svartedauen (Чёрная смерть). Другие обложки несут на себе разнообразные изображения Бафомета, пентаграмм, перевёрнутых крестов и кощунственные порочащие интерпретации на христианскую тематику (например, In Sorte Diaboli Dimmu Borgir и Fuck Me Jesus Marduk), реже встречается нацистская символика (например, Нехристь Nokturnal Mortum).
Для оформления надписей и текстов часто используется готический шрифт, скандинавские руны и орнаменты. Логотипы многих блэк-метал-команд представляют собой настоящие шедевры художественной графики — изображаются множеством сложных, изломанных, витиеватых линий (часто напоминающих изморозь или иней, намёк на ледяную северную природу) и переплетённых символов-букв.

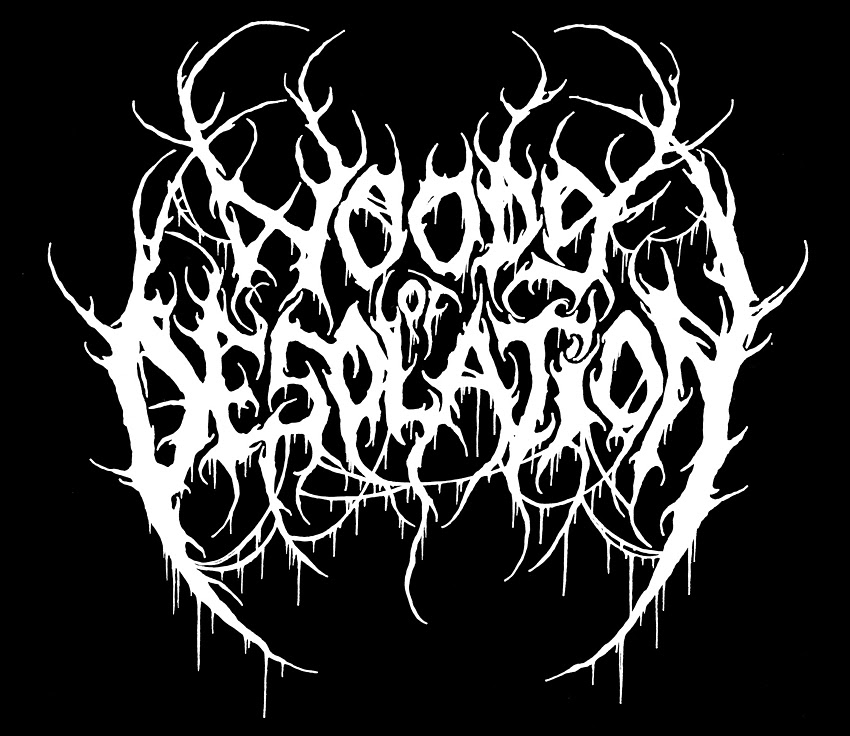

Логотипы блэк-метал-групп:

### Тематика песен и идеология
Существенно более важную роль, чем в других «металлических» жанрах, играет идеология музыкантов и, как следствие, тематика песен. Изначально блэк-метал сформировался на почве антихристианской идеологии, поэтому многие группы эксплуатируют сатанистскую, антихристианскую и оккультную тематику. Наиболее радикальное направление блэка — тру-блэк — зачастую граничит с экстремизмом. В отличие от остальных направлений метала, идеология в блэке зачастую играет большую роль, чем музыка. Тематика подавляющего большинства традиционного блэка включает антитеизм, атеизм, язычество.
Другие блэк-метал-группы идеологически ближе к дэт-металу и эксплуатируют такую тематику, как война, смерть, нигилизм. Зачастую тематика указывается в поджанре блэка: например, «депрессивно-суицидальный блэк-метал» (DSBM) или «национал-социалистический блэк-метал (NSBM)».
В настоящее время существуют и более мягкие направления блэка, например, симфо-блэк. Тематика этих групп сильно отличается от тематики традиционных групп и включает в себя описание природы, зимы, мифологии, фольклора, философии и даже фэнтези. Эксплуатируют элементы этих тем и другие блэк-метал-группы, придерживаясь при этом жёсткого звучания. В частности, это отражается на обложках альбомов и названиях песен.
Кроме того, в некоторых направлениях блэка присутствуют элементы нацизма, что порождает среди поклонников массу споров и в целом дискредитирует музыкальный жанр. Многие блэк-метал-исполнители (в том числе участники Dissection, Gorgoroth, Dark Funeral, Summoning и Panopticon) считают, что идеология нацизма неприемлема для блэка, так как нацизм является авторитарной и коллективистской идеологией, тогда как идеи блэк-метала основаны на индивидуализме.

## Классификация блэк-метала

### Прото-блэк-метал

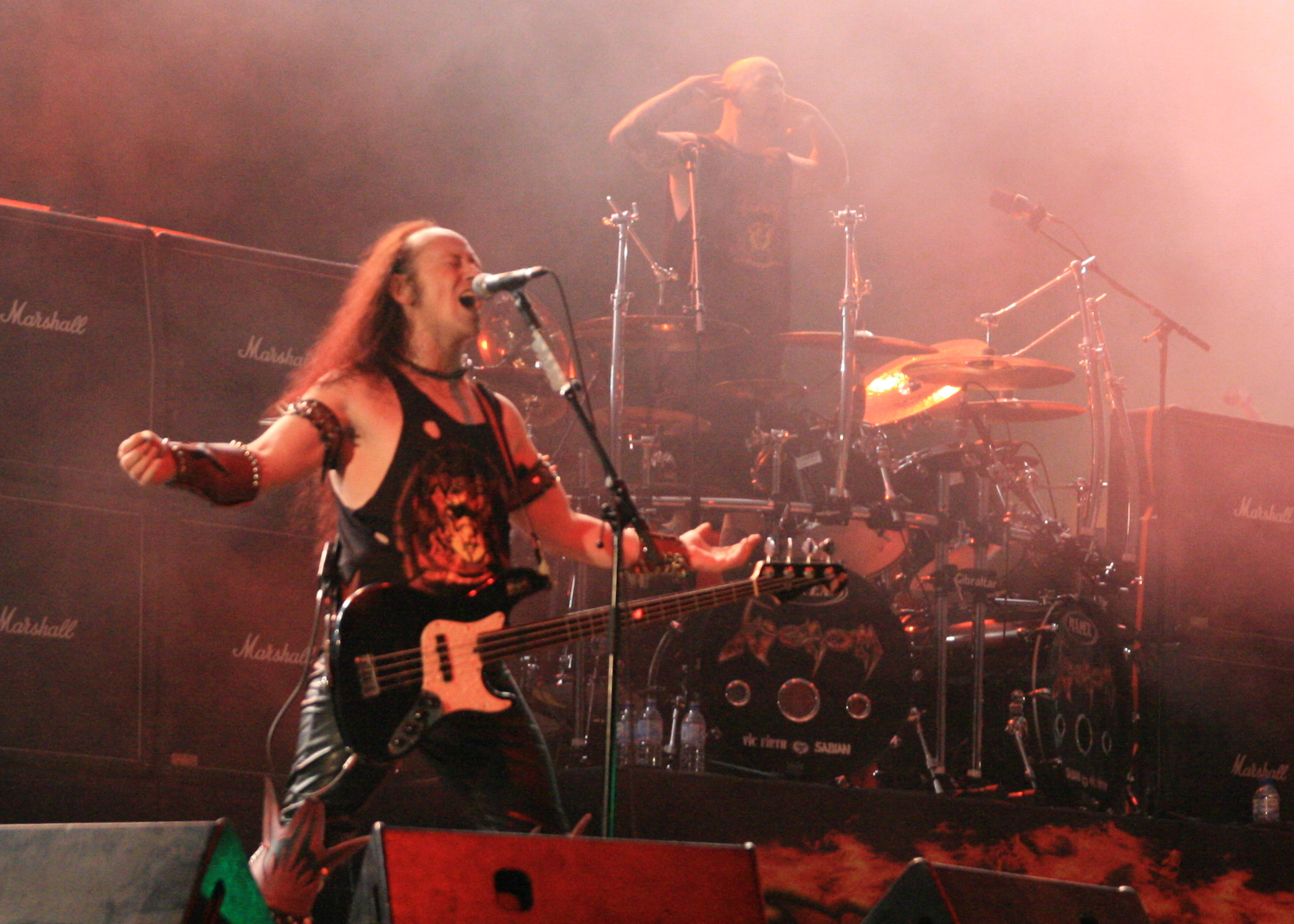
Venom в 2008 году

Прото-блэк (англ. proto-black metal) или классический блэк (хотя классическим часто называют true- и raw-black-metal) — блэк-метал в его изначальном виде, ещё не отделившийся до конца от трэш-, или хеви-метала (как это было с группой Mercyful Fate). Бласт-бит прослеживается далеко не во всех композициях. Вокал, за исключением группы Bathory, не слишком высокий. Последователи данного направления, к примеру, американские группы Acheron или Absu, также помимо трэш-составляющей использовали более современные элементы дэт-метала. Также к прото-блэку можно причислить альбомы Slayer «Hell Awaits» и «Haunting the Chapel», из-за их мрачного, тяжёлого и скоростного звучания, смешанного с антихристианской и сатанинской тематикой текстов.
В настоящее время прото-блэк трансформировался в полноценные направления треша, блэка и дэт-метала, из-за чего почти не встречается.

### Тру-блэк-метал
Тру-блэк (англ. true black metal — «правильный», «истинный блэк-метал») — самое радикальное, «чистое» направление блэка. Идеологически правильными в тру-блэке можно считать тексты на такие темы как антихристианство, нигилизм, сатанизм, дьяволопоклонничество, люциферианство, оккультизм, мизантропия.
Главное в тру-блэке — тематика песен, и лишь потом — музыкальная составляющая, поэтому музыка, как правило, отличается простотой, порой — даже экстремальным примитивизмом, хотя встречаются и группы с высоким исполнительским мастерством, играющие тру-блэк с довольно сложной структурой, например, Deathspell Omega, Merrimack, Ondskapt. 

Условным подвидом тру-блэка является raw black metal (англ. raw — сырой), где композиции записаны одной дорожкой, без микширования, в крайне низком качестве.
True и raw black metal — это блэк с «сырым», грязным звучанием, провокационный, в идеологическом смысле отличающийся предельным радикализмом и нетерпимым отношением ко всему, на грани экстремизма. Особым почитанием у поклонников жанра пользуются представители стиля с резко антиобщественной репутацией: погромы, осквернения религиозных святынь, поджоги церквей, тюремные заключения, а порой даже убийства.

### Симфонический блэк-метал
Симфонический блэк-метал (англ. symphonic black metal) — это стиль блэк-метала, который включает в себя симфонические и оркестровые элементы. Это может включать использование инструментов, встречающихся в симфонических оркестрах (фортепиано, скрипка, виолончель, флейта и клавишные), «чистый» или оперный вокал и гитары с меньшим искажением. К известным группам относятся Emperor, Troll, Dimmu Borgir и Bal-Sagoth.

### Фолк-блэк-метал
Фолк-блэк-метал (англ. Folk black metal), пейган-метал и викинг-метал — это стили, которые включают в себя элементы народной музыки, причем пейган-метал-группы делают упор на языческие тексты и образы, а викинг-метал-группы уделяют тематическое внимание скандинавской мифологии, скандинавскому язычеству и эпохе викингов, на которые в большей степени повлияла скандинавская народная музыка. Несмотря на то, что группы не фокусируются на сатанизме, их использование древнего фольклора и мифологии по-прежнему выражает антихристианские взгляды, а фолк-блэк-метал делает это как часть «восстания против статус-кво», это направление развивалось одновременно с подъемом фолк-метала в Европе в 1990-х годах, Среди известных исполнителей: Negură Bunget, Windir, Primordial, In the Woods..., Cruachan, и Bathory, по альбомам которых Blood Fire Death (1988) и Hammerheart (1990) можно проследить происхождение викинг-метала.

### Мелодичный блэк-метал
Мелодичный блэк-метал (англ. melodic black metal) — поджанр блэк-метала, который зародился в 1990-х, и стал популярным в 2000-х благодаря таким группам, как Dimmu Borgir, Satyricon, Dark Fortress, Dissection, Catamenia, Naglfar и Keep of Kalessin. С технической точки зрения, мелодичный блэк-метал отличается от своего предшественника меньшим количеством дисторшна (вплоть до его отсутствия в некоторых местах), а риффы и гитарные соло имеют усложнённую структуру (например быстрые смены позиций/темпа). Также нередки появления в песне синтезатора, фортепиано и других альтернативных инструментов. Жанр очень схож с симфоническим блэк-металом, но последний больше стилизован под оркестр.

### Блэк-дум
Блэк-дум (англ. Black-doom), также известный как «blackened doom», — это стиль, который сочетает в себе медлительность и более густое, басовое звучание дум-метала, с пронзительным вокалом и сильно искаженным гитарным звучанием блэк-метала. Блэк-дум-группы поддерживают сатанинскую идеологию, связанную с блэк-металом, в то же время смешивая её с более мрачными темами, более связанными с дум-металом, такими как депрессия, нигилизм и природа. Они также используют более медленный темп дум-метала, чтобы подчеркнуть суровую атмосферу, присутствующую блэк-металу. Примерами групп являются Barathrum, Forgotten Tomb, Woods of Ypres, Deinonychus, Shining, Nortt, Bethlehem, ранние Katatonia, Tiamat, Dolorian, и October Tide.
Депрессивно-суицидальный блэк-метал
Первопроходцами депрессивно-суицидального блэк-метала были такие блэк-дум-группы, как Ophthalamia, Katatonia, Bethlehem, Forgotten Tomb и Shining. Депрессивно-суицидальный блэк-метал (англ. Depressive suicidal black metal), также известный как «DSBM», — это стиль, который сочетает в себе стиль второй волны блэк-метала с дум-металом, а тексты песен вращаются вокруг таких тем, как депрессия, членовредительство, мизантропия, самоубийство и смерть. Группы DSBM используют lo-fi запись и сильно искаженные гитары блэк-метала, одновременно используя акустические инструменты и неискаженные тембры электрогитары, присутствующие в дум-метале, чередуя более медленные, думоподобные, секции с более быстрым тремоло-пикингом. Вокал обычно высокий, как в блэк-метале, но лишен энергии, имитируя такие чувства, как безнадежность, отчаяние и мольба. Присутствие групп из одного человека более заметно в этом жанре, по сравнению с другими. Примерами групп являются Xasthur, Leviathan, Strid, Silencer, Make a Change… Kill Yourself, Lifelover и I Shalt Become.
Блэк-дэт-дум
Блэк-дэт-дум (англ. Blackened death-doom) — жанр, сочетающий в себе медленные темпы и монолитные барабанные партии дум-метала, сложные и громкие риффы дэт-метала и пронзительный вокал блэк-метала. Примерами блэк-дэт-дум групп являются Morast, Faustcoven, The Ruins of Beverast, Bölzer, Necros Christos, Harvest Gulgaltha, Dragged into Sunlight, Hands of Thieves, и Soulburn. Ким Келли, журналист из Vice, назвала Faustcoven «одной из лучших групп, когда-либо успешно объединявших блэк, дэт и дум-метал в единое, разборчивое целое».

### Эмбиент-блэк-метал
Эмбиент-блэк-метал (англ. ambient black metal), также известный как атмосферный блэк-метал (англ. atmospheric black metal), — это стиль блэк-метала, который опирается на интенсивное включение атмосферных, иногда мечтательных текстур, и поэтому менее агрессивен. Он часто использует синтезаторы или классические инструменты, как правило, для мелодии или эфирного «мерцания» над стеной звука, обеспечиваемого гитарами. Музыка обычно медленная или среднего темпа с редким использованием бласт-бита, без каких-либо резких изменений и, как правило, характеризуется медленно развивающимися, иногда повторяющимися мелодиями и риффами, которые отличают его от других стилей блэк-метала. Тематика обычно касается природы, фольклора, мифологии и личного самоанализа. Среди исполнителей: Summoning, Agalloch и Wolves in the Throne Room.

### Постблэк
Постблэк-метал (англ. post-black metal) — это общий термин для жанров, которые экспериментируют за пределами условностей блэк-метала и расширяют свое звучание, выходя за рамки жанра. Известные группы: Myrkur, Alcest, Bosse-de-Nage, и Wildernessking.
Блэкгейз
Блэкгейз (англ. Blackgaze) включает в себя обычные элементы блэк-метала и постблэка, такие как бласт-бит и пронзительный вокал с мелодичными и сильно искаженными гитарными стилями, обычно связанными с шугейзом. Он ассоциируется с такими группами, как Deafheaven, Alcest, Vaura, Amesoeurs, Bosse-de-Nage, Oathbreaker, и Fen.

### Индастриал-блэк-метал
С начала XXI века определённые представители блэк-метал-сцены начинают внедрять в свою музыку элементы индастриала. Группа Mysticum, сформированная в 1991 году, была первой из этих групп. Норвежские Dødheimsgard, Thorns, а также французская группа Blut Aus Nord стали известны как индастриал-блэк-исполнители. К другим представителям данного направления относят группы Samael, The Axis of Perdition, Aborym, …and Oceans. Кроме них, группы The Kovenant, Mortiis и Ulver появились на норвежской блэк-метал-сцене, но позже стали экспериментировать с индастриал-музыкой.

### Блэк-дэт-метал
Блэк-дэт-метал (англ. Blackened death metal) — это, как правило, дэт-метал, который включает в себя музыкальные, лирические или идеологические элементы блэк-метала, такие как повышенное использование тремоло, антихристианские или сатанинские лирические темы и аккордовые прогрессии, похожие на те, что используются в блэк-метале. Блэк-дэт-метал группы также чаще носят корпспэйнт и доспехи, чем группы из других стилей дэт-метала. В этом жанре распространены более низкий строй гитар, дэт-гроул и резкие смены темпа. Примерами блэк-дэт-метал групп являются Belphegor, Behemoth, Akercocke, и Sacramentum.
Мелодичный блэк-дэт
Мелодичный блэк-дэт (англ. Melodic black-death) (также известный как «blackened melodic death metal» или «melodic blackened death metal») — жанр экстремального метала, который описывает стиль, созданный, когда группы мелодичного дэт-метала начали вдохновляться блэк-металом и европейским романтизмом. Однако, в отличие от большинства других поджанров блэк-метала, этот взгляд включал в себя повышенное чувство мелодики и повествования. Примерами мелодичного блэк-дэта являются Dissection, Sacramentum, Naglfar, God Dethroned, Dawn, Unanimated, Thulcandra, Skeletonwitch и Cardinal Sin.
Вар-метал
Вар-метал (англ. War metal) (также известный как «war black metal» или «beastial black metal») — агрессивный, какофонический и хаотичный поджанр блэк-дэт-метала, описанный журналистом Rock Hard Вольфом-Рюдигером Мюльманном как «бешеный» и «молотящий». Важными источниками влияния стали ранние блэк- и дэт-метал-группы, такие как Sodom Possessed Autopsy Sarcófago и первые два релиза Sepultura, а также основополагающие грайндкор-группы, такие как Repulsion. К вар-метал-группам относятся Blasphemy, Archgoat, Impiety, и Bestial Warlust.

### Психоделический блэк-метал
В этом поджанре используются психоделические элементы. Представителями являются Oranssi Pazuzu и Nachtmystium.

### Блэк-н-ролл
Блэк-н-ролл включает в себя элементы хард-рока и рок-н-ролла 1970-х годов, а так же панка и треш-метала . Примерами блэк-н-ролльных групп являются Midnight, Kvelertak, Vreid и Khold. Такие группы, как Satyricon, Darkthrone, Nachtmystium, Nidingr, Craft и Sarke также экспериментировали с этим жанром.

### Блэк-трэш-метал
Блэк-трэш-метал является смесью блэк-метала с трэшем в духе Venom, Sodom и Sarcófago. Примерами являются Aura Noir, Witchery, Black Fast, Sathanas и Deströyer 666.

## Идеологические направления

### NSBM
Национал-социалистический блэк-метал (от англ. National Socialist Black Metal) или НСБМ (от англ. NSBM) — условное направление блэк-метала, ориентированное на нацистскую тематику текстов и сопутствующую атрибутику. Согласно Маттиасу Гарделлу, NSBM — это «национал-социализм как логическое продолжение политического и духовного инакомыслия, присущего блэк-металу».
Прежде всего принадлежность групп к жанру обуславливается текстами, сконцентрированными на белом национализме, антисемитизме, национал-социализме, гетеросексизме, расизме и расовой сегрегации, смешанными с эстетикой сатанизма и язычества. Музыканты, которые придерживаются национал-социалистических убеждений, но не отображают их в творчестве, к NSBM не относятся, но могут причисляться к таковым в средствах массовой информации.

### Христианский блэк-метал
Христианский блэк-метал (англ. christian black metal) — пожалуй, самый редкий и противоречивый подвид жанра, иногда называемый unblack metal, отличающийся от родоначальника противоположной идеологией, то есть — лояльностью к христианству. Группы христианского блэк-метала являются по сути «протестом в протесте» — выступают против сатанинско-языческой тематики в традиционном блэке.

### Анархистский блэк-метал
Анархо-блэк метал (также иногда используется сокращение RABM — Red & Anarchist Black Metal, по аналогии с Red & Anarchist Skinheads) — направление блэк-метала, появившееся в середине 2000-х гг. благодаря канадской группе Iskra, и на данный момент становящееся все более популярным. Данный стиль носит идеологический характер — тексты групп, играющих в данном направлении блэк-метала, ориентированы на философские и политические темы: коммунизм, анархизм и анархо-коммунизм, объективизм, экология, общество, атеизм, северная мифология.

## Запреты и ограничения
В августе 2001 года правительство Малайзии (где более 60 % жителей — мусульмане) объявило о запрете блэк-метала на территории страны. По словам исламских властей страны, подобная музыка дурно влияет на молодёжь и бросает её в объятия оккультизма. В рамках борьбы с блэк-металом правительство издало указ, предписывавший государственным радиостанциям и телеканалам уменьшить количество «метала», звучащего в эфире, и ввело правило, в соответствии с которым иностранные группы, намеренные выступить в Малайзии с концертами, должны сначала предоставить на одобрение специальной комиссии видеокассеты с записью своих выступлений. Кроме того, во многих школах по инициативе их руководителей были проведены проверки учеников на предмет татуировок, атрибутики и прочих тематических украшений.

## Фильмы и книги

### Документальные фильмы
- Det Svarte Alvor (1994) показывался на норвежском телевидении NRK.
- Satan Rides the Media (норв. Satan rir media) (1998) фильм норвежского кинематографиста Торстейна Груде (Torstein Grude).
- Norsk Black Metal (2003), фильм NRK.
- Metal: A Headbanger's Journey (2005) затрагивает блэк-метал начала 1990-х.
- True Norwegian Black Metal (2007) был показан как фильм из пяти частей на онлайн-телеканале VBS.tv. Освещает некоторые аспекты стиля жизни, мировоззрение и споры вокруг Гаала, бывшего фронтмена Gorgoroth[132].
- Black Metal: A Documentary (2007), фильм Билла Зебуба (Bill Zebub[англ.]), показывает мир блэк-метала глазами самих музыкантов. В фильме нет как такового повествователя, и ни в одном интервью или рассказе не принимают участия люди, не относящиеся к блэк-металу[15].
- Murder Music: A History of Black Metal (2007)[17].
- Once Upon a Time in Norway (2008).
- Black Metal Satanica (2008).
- Until the Light Takes Us (2009) исследует истоки и субкультуру блэк-метала, включает «эксклюзивные интервью» и «редкие материалы о первых днях Чёрного Круга»[133].
- Helvete (2020) — фильм NRK.

### Художественные фильмы
- «Pop Redemption» (2013) / «Добро пожаловать в ПОП». Музыкантов со стажем, играющих в стиле блэк-метал, приглашают принять участие в крупном рок-фестивале. Но в дороге с ним происходит казус — по нелепой случайности в аварии погибает человек.
- «Повелители хаоса» (2018) / «Lords of Chaos». Триллер режиссёра Юнаса Окерлунда, посвящённый трагическим событиям вокруг норвежской блэк-металлической сцены начала 1990-х. Сценарий фильма основан на одноимённой книге американского журналиста Майкла Мойнихена[англ.] и норвежского публициста Дидрика Сёдерлинда. * «Тяжёлая поездка» (2018) / «Heavy Trip». Группа усердно репетировала каверы в подвале оленьей бойни Лотвонена в течение десяти лет, но им еще предстоит отыграть ни одного концерта и не написать ни одной оригинальной песни. В дополнение к неуверенности Туро, их поиск уникального звука также представляет собой проблему, поскольку Паси непреднамеренно подавляет любые творческие попытки Лотвонена своими обширными знаниями.

### Книги
- Мойнихэн, Майкл; Сёдерлинд, Дидрик. Lords of Chaos: The Bloody Rise of the Satanic Metal Underground. — 2-е изд. — Feral House, 2003. — 405 с. — ISBN 978-0922915941.
- Kugelberg, Johan; Beste, Peter. True Norwegian Black Metal. — 2-е изд. — Vice Books, 2008. — 208 с. — ISBN 978-1576874356.
- Sharpe-Young, Garry. A-Z of Black Metal. — Cherry Red Books, 2001. — 400 с. — (Rockdetector). — ISBN 978-1901447309.
- Серия книг «Black Metal» Дайала Паттерсона[англ.].

## Лучшие представители жанра по версииLoudwire
В 2017 году американский онлайн-журнал Loudwire опубликовал топ-30 блэк-метал-альбомов всех времён, по их мнению. Места с 1-го по 10-е заняли:
1. Emperor — Anthems to the Welkin at Dusk (1997)
2. Bathory — Under the Sign of the Black Mark (1987)
3. Mayhem — De Mysteriis Dom Sathanas (1994)
4. Dissection — Storm of the Light’s Bane (1995)
5. Darkthrone — Under a Funeral Moon (1993)
6. Satyricon — Nemesis Divina (1996)
7. Rotting Christ — Thy Mighty Contract[англ.] (1993)
8. Burzum — Hvis Lyset Tar Oss (1994)
9. Absu — Tara[англ.](2001)
10. Immortal — Pure Holocaust (1993)